# Flora of Tropical Africa
Flora of Tropical Africa (abreviado Fl. Trop. Afr.) es una serie de libros de botánica escrito por Daniel Oliver y otros (Daniel, Dyer, Prain, Arthur William Hill). Fue editada en 10 volúmenes, en los años 1868-1937 y comprende la descripción de la flora de África.
- Volumen 1. Ranunculaceae a Connaraceae.
- Volumen 2. Leguminosae a Ficoidaceae
- Volumen 3. Umbeliferas a Ebenaceae
- Volumen 4. (pt. 1) Oleaceae a Gentianeae
- Volumen 4. (pt. 2) Hydrophyllaceae a Pedalineae
- Volumen 5. Acanthaceae a Plantaginaceae.
- Volumen 6 (pt. 1) Nyctaginaceae a Euphorbiaceae.
- Volumen 6 (pt. 2) Ulmaceae a Cycadaceae.
- Volumen 7. Hydrocharitaceae a Liliaceae.
- Volumen 8. Pontederiaceae a Cyperaceae.
- Volumen 9. Gramineae.
- Volumen 10 (pt. 1) Gramineae.

Editores: W.T. Thiselton, Dyer, v. 4-v. 6, pt. 1; v. 7-8; D. Prain, v. 6, pt. 2; v. 9; A.W. Hill, v. 10, pt. 1.